# Colognola ai Colli
Colognola ai Colli est une commune italienne de la province de Vérone dans la région Vénétie en Italie.

## Administration
| Période                                  | Période | Identité | Étiquette | Qualité |
| ---------------------------------------- | ------- | -------- | --------- | ------- |
|                                          |         |          |           |         |
| Les données manquantes sont à compléter. |         |          |           |         |

### Hameaux
Monte con Villa (capoluogo), San Zeno, Pieve, Stra e San Vittore

### Communes limitrophes
Belfiore, Caldiero, Cazzano di Tramigna, Illasi, Lavagno, Soave